# Księgi Trzeciego Dnia
Księgi Trzeciego Dnia - element dawnej chińskiej kultury. Część wiana przygotowanego przez krewne panny młodej. Kiedy kobieta wychodziła za mąż, 3 dni po ślubie otrzymywała od swej matki i przyrodnich sióstr tzw. Księgę Trzeciego Dnia. Był to owinięty w ozdobną tkaninę zbiór życzeń ślubnych i listów, w których matka opisywała poetyckim językiem swoją tęsknotę i ból po stracie córki. Zapisane w Księdze zdania miały przedstawić pannę młodą kobietom z jej nowej rodziny. Zawierały więc szczegółową listę zalet i cnót młodej mężatki. Połowę kartek Księgi Trzeciego Dnia pozostawiano niezapisaną - tu panna młoda miała zawrzeć swe doświadczenia i uczucia. Był to swego rodzaju pamiętnik.